# Смодикс, Сэмми
Сэмми Джозеф Смодикс (англ. Samuel Joseph Szmodics; родился 24 сентября 1995 года, Колчестер, Англия) — ирландский и английский футболист, атакующий полузащитник «Ипсвич Таун» и сборной Ирландии.
Начал карьеру в академии «Колчестер Юнайтед». В 2015 году отправился в месячную аренду в «Брейнтри Таун». Позднее вернулся в клуб, где выступал на протяжении шести лет. В 2019 году перешёл в «Бристоль Сити». 16 января 2020 года перешёл в аренду в «Питерборо Юнайтед», и летом того же года перешёл в клуб на постоянной основе. В 2022 году перешёл в «Блэкберн Роверс», в составе которого стал лучшим бомбардиром Чемпионшипа в сезоне 2023/24. В 2024 году стал игроком заработавшего повышение в Премьер-лигу «Ипсвич Таун».
В марте 2024 года Смодикс дебютировал за сборную Ирландии. Также он имел право выступать за сборные Англии и Венгрии.

## Клубная карьера

### «Колчестер Юнайтед»
Смодикс — выпускник академии «Колчестер Юнайтед», в которой занимался с семи лет. В возрасте от 11 до 15 лет игрока регулярно приглашали в академию «Арсенала», однако он постоянно отказывался. Позже он начал выступать за команду до 18 лет, регулярно выходил в стартовом составе и был лучшим бомбардиром молодёжной команды. 1 декабря 2012 года в матче молодёжного кубка Англии против «Челси» (2:3), Смодикс забил гол, замкнув прострел Маколи Бонна.

#### 2013/14
Смодикс был вызван в основную команду на товарищеские матчи перед сезоном 2013/14. 12 июля 2013 года главный тренер Джо Данн включил футболиста в стартовый состав на матч против «Садбери», и тот оформил дубль за первые две минуты («Колчестер» победил 5:0). Затем был вызван в основную команду в течение сезона ввиду большого числа травмированных игроков. Дебютировал 28 сентября в матче против «Бристоль Сити» на «Аштон Гейт», заменив на 82-й минуте Крэйга Истмонда. Всего в том сезоне сыграл 7 матчей, в том числе 9 ноября — против «Шеффилд Юнайтед» в Кубке Англии. В январе 2014 года Сэмми попал в список номинантов на награду Новичку года Лиги 1; в числе других претендентов были Джош Браунхилл из «Престон Норт Энд» и Брендан Гэллоуэй из «Милтон-Кинс Донс». В марте 2014 года награду получил Гэллоуэй, опередив Смодикса.
Дебютировав за основную команду, Смодикс продолжал выступать в молодёжном составе. Он помог клубу завоевать чемпионский титул и выиграть Кубок лиги. В финале последнего, который состоялся 29 апреля на «Вэлли Параде» против «Брэдфорд Сити», он оформил хет-трик («Колчестер» победил 4:2).

#### 2014/15
Впервые в сезоне вышел на поле 12 августа в выездном матче Кубка лиги против «Чарльтон Атлетик», заменив на 63-й минуте Фредди Сирса. Впервые в стартовом составе вышел 30 августа в игре с «Питерборо Юнайтед» на «Колчестер Коммьюнити», уйдя на замену Доминику Восе на 57-й минуте. 10 октября подписал продление контракта с клубом на три с половиной года до лета 2018 года. 9 ноября в домашнем матче Кубка Англии против «Госпорт Боро» забил первый гол за клуб, заменив на 81-й минуте Алекса Гилби и забив на 92-й добавленной минуте шестой гол своей команды (6:3). Первый гол в лиге забил в Боксинг дэй во встрече с «Джиллингемом» (1:2), заменив в перерыве Крэйга Истмонда и сделав голевым пас Шона Клохесси. Тони Хьюмс говорил, что Смодикс, который в основном выходил на замену, был очень близок к тому, чтобы стать игроком основы в рождественский период, и что он был «в наших планах на будущее». Начиная с матча против «Кроли Таун» 28 декабря игрок провёл несколько стартов подряд. Всего в том сезоне 35 раз появился на поле и забил 5 голов, в том числе победный в игре с «Олдэм Атлетик» 14 февраля 2015 года. По итогам сезона был назван Молодым игроком года в клубе.

#### 2015/16 и аренда в «Брейнтри Таун»
После шести выступлений за команду в начале сезона игроку было разрешено отправиться в аренду, чтобы получить больше игрового опыта. 30 октября 2015 года он перешёл в «Брейнтри Таун» из Национальной лиги на правах месячной аренды. На следующий день он дебютировал в матче против «Маклсфилд Таун» на «Крессинг Роуд», выйдя в стартовом составе и забив на 75-й минуте (1:0). 27 ноября, после увольнения главного тренера Тони Хьюмса из «Колчестера» 26 ноября, был отозван из аренды. Всего за «Брейнтри» сыграл три матча, в которых забил два гола.
Из-за травмы ноги Смодикс выбыл из строя на несколько месяцев и, чтобы избежать операции на Рождество и Новый год, он носил защитный ботинок и принимал инъекции. В марте 2016 года он всё же перенёс операцию на лодыжке, из-за чего выбыл до конца сезона. Всего в том сезоне провёл 11 матчей, из которых три — за «Брейнтри», в которых забил два гола (оба в период аренды). По итогам сезона «Колчестер» занял 23-е место и вылетел в Лигу 2. 21 июня Смодикс подписал новый трёхлетний контракт.

#### 2016/17
Первый гол в сезоне забил 27 августа в ворота «Уиком Уондерерс» на «Адамс Парк» (2:0). Его травма лодыжки вновь дала о себе знать в конце 2016 года, и в январе 2017 года он был вынужден перенести операцию, которая, по оценкам физиотерапевта Тони Флинна, сделала бы игрока недоступным примерно на шесть недель. Вернулся в строй только 4 марта в выездном матче против «Кембридж Юнайтед», заменив на 76-й минуте Шона Мюррея и сравняв счёт на 84-й (1:1). 18 марта в гостевой игре с «Кру Александра» Крис Дэгнолл сломал Смодиксу ногу, из-за чего тот выбыл до конца сезона. Всего в 23 матчах в том сезоне забил 5 голов.

#### 2017/18
Первый гол в сезоне забил 5 августа в матче-открытии сезона против «Аккрингтон Стэнли», заменив в перерыве Дэнни Джонстона и забив гол престижа на 81-й минуте (1:3). Забив пять мячей в пяти матчах в течение декабря, в том числе оформив дубль в матче против «Эксетер Сити» (3:1), был номинирован на награду Лучшему игроку месяца в Лиге 2, впоследствии, 12 января, получил её. Его выступления в первой половине сезона вызвали слухи о том, что в зимнее трансферное окно он перейдёт в клуб Премьер-лиги «Борнмут» за 1 миллион фунтов стерлингов. Всего в том сезоне сыграл 40 матчей и забил 13 голов, став лучшим бомбардиром команды, однако в 18 матчах второй половины сезона забил всего один мяч.

#### 2018/19
Первый гол в сезоне забил 14 августа в ворота «Челтнем Таун» в рамках Кубка Англии, заменив на 67-й минуте Эрона Коллинза и начав камбэк своей команды, а после реализовав свой удар в послематчевой серии пенальти (2:2, 5:6 по пен.). 4 мая 2018 года в последнем матче сезона оформил второй в карьере дубль, завершив разгром «Линкольн Сити» (3:0). Всего в том сезоне сыграл 49 матчей, что является лучшим результатом игрока, и забил 15 мячей, вновь став лучшим бомбардиром команды. Летом истекал его контракт, поэтому он покинул клуб, за который провёл 163 игры и забил 38 мячей.

### «Бристоль Сити»
28 июня 2019 года за неразглашаемую сумму перешёл в клуб Чемпионшипа «Бристоль Сити», подписав трёхлетний контракт. Дебютировал 13 августа в матче Кубка лиги против «Куинз Парк Рейнджерс», выйдя в стартовом составе. В лиге первый матч сыграл 21 сентября против «Суонси Сити». За пять месяцев за «зарянок» сыграл всего четыре матча, не забив ни одного гола. Как считает Смодикс, он не показывал своей лучшей игры в клубе, поскольку тренерский штаб не знал, как использовать его сильные стороны, чтобы выжать из него максимум на поле.

### «Питерборо Юнайтед»

#### 2019/20
16 января 2020 года перешёл в клуб Лиги 1 «Питерборо Юнайтед» на правах аренды до конца сезона. Дебютировал спустя два дня в игре с «Уимблдоном». В трёх матчах с 25 января по 1 февраля забил свои первые пять голов за клуб, в том числе оформил дубль в ворота «Ипсвича», а 8 февраля оформил первый в карьере хет-трик из результативных действий, отдав три голевые передачи в матче с «Оксфорд Юнайтед». В десяти матчах после трансфера Смодикса «Питерборо» одержал 7 побед, забив 24 мяча, что помогло клубу стать лучшим в лиге по разнице мячей (+28). Однако из-за пандемии чемпионат был досрочно завершён; «Питерборо Юнайтед» не хватило 0,02 очков за игру, чтобы попасть в плей-офф.

#### 2020/21
8 сентября 2020 года Смодикс на постоянной основе перешёл в «Питерборо Юнайтед» за неразглашаемую сумму, которая, как полагают, превышала 1 миллиона фунтов стерлингов, подписав четырёхлетний контракт. По слухам, к нему проявлял интерес ряд клубов, включая «Сандерленд» и «Портсмут». Первый гол в сезоне забил 19 сентября в ворота «Флитвуд Таун». В январе 2021 года оформил два дубля в двух матчах подряд: 16 января в ворота «Милтон-Кинс Донс», 19 — «Чарльтон Атлетик». Всего в том сезоне оформил пять дублей (в ворота «Милтон-Кинс Донс», «Чарльтон Атлетик», «Уимблдона», «Аккрингтон Стэнли» и «Нортгемптон Таун»). По итогам сезона отыграл 46 матчей, забив 16 голов и став вторым бомбардиром команды после Джонсона Кларка-Харриса, а «Питерборо» занял второе место и впервые с сезона 2012/2013 вышел в Чемпионшип.

#### 2021/22
Первый гол в сезоне забил 1 августа в матче Кубка Англии против «Бристоль Роверс». Первые мячи в лиге забил 2 октября в ворота «Бристоль Сити», своей бывшей команде, оформив дубль, что не спасло «Питерборо» от поражения (2:4). Затем не забивал на протяжении 25 туров, несколько раз не попадал в заявку. Одна из причин — переход клуба к новой схеме, в которой Смодикс не мог играть на должном уровне. Третий гол в сезоне забил 16 марта 2022 года в ворота «Суонси Сити». 7 мая в ничего не значившим матче последнего тура против «Блэкпула» оформил второй в сезоне дубль. Всего за 39 матчей забил 7 голов, что стало худшим результатом для игрока за пять лет, а «Питерборо» занял 22-е место и вылетел.

### «Блэкберн Роверс»

#### 2022/23
30 июля 2022 года Смодикс сыграл свой последний матч за «Питерборо», а спустя два дня за неразглашаемую сумму, которая, как полагают, составляла 2,5 миллиона фунтов стерлингов, перешёл в «Блэкберн Роверс», подписав трёхлетний контракт с опцией продления. Ранее «Питерборо» отклонил три предложения от «Блэкберн», все на сумму свыше 1 миллиона фунтов стерлингов, прежде чем был согласован размер отступных. Главный тренер клуба Йон-Даль Томассон сказал, что Смодикс хорошо вписался бы в интенсивный стиль игры команды. Дебютировал 6 августа в матче против «Суонси», забив гол. 28 февраля 2023 года в матче Кубка Англии против клуба Премьер-лиги «Лестер Сити» забил победный гол, благодаря чему клуб вышел в четвертьфинал. Всего в том сезоне сыграл 41 матч, в которых забил 7 голов.

#### 2023/24
Первые голы в сезоне забил 12 августа в ворота «Ротерем Юнайтед». 28 октября на матч с «Суонси» впервые вышел в качестве капитана. С 5 ноября по 2 декабря за 5 матчей подряд забил 7 голов, в том числе оформив по дублю в матчах с «Норвич Сити» и «Бирмингем Сити». За это получил награду Лучшему игроку месяца в ноябре в Чемпионшипе. 28 ноября продлил контракт с клубом до 2026 года. 6 января 2024 года в матче Кубка Англии против «Кембридж Юнайтед» впервые в карьере оформил хет-трик. 26 февраля сыграл свой 300-й матч в Футбольной лиге. 27 апреля The Sun сообщил об интересе клубов АПЛ «Брентфорд» и «Лутон Таун» к игроку, а также о сумме в 15-20 миллионов фунтов стерлингов, которую планирует получить клуб за трансфер. Кроме того, сообщалось об интересе «Селтика». 4 мая в последнем матче сезона против взявшего чемпионство «Лестера» в 9-й раз за сезон вышел с капитанской повязкой и оформил седьмой дубль в сезоне, чем принёс клубу победу и помог сохранить прописку в лиге. Всего в сезоне сыграл 48 матчей и забил 33 гола, в том числе 27 — в Чемпионшипе, став лучшим бомбардиром турнира. По итогам сезона был включён в команду года в Чемпионшипе и команду года по версии ПФА, а также был признан лучшим игроком года по версии болельщиков и игроков «Блэкберна», став первым игроком клуба после Алана Ширера, забившим более 30 голов за сезон. Последний матч за «Роверс» провёл 13 августа, оформив дубль в ворота «Стокпорт Каунти» во втором раунде Кубка лиги.

### «Ипсвич Таун»
16 августа 2024 года Смодикс, подписав четырёхлетний контракт, присоединился к клубу «Ипсвич Таун», который завоевал повышение в Премьер-лигу. По сообщениям СМИ, сумма трансфера составила 9 миллионов фунтов стерлингов без учёта бонусов. Дебютировал на следующий день в игре с «Ливерпулем» на «Портман Роуд», заменив на 74-й минуте Акселя Туанзебе. Спустя неделю в матче против «Манчестер Сити» впервые вышел в стартовом составе и на 7-й минуте открыл счёт, забив свой первый гол за клуб («Ипсвич» проиграл ту игру со счётом 1:4). 5 января 2025 года в матче против «Фулхэма» на 38-й минуте забил четвёртый гол в сезоне, открыв счёт, но был вынужден покинуть поле на 73-й минуте, получив травму лодыжки. Смодикс вернулся на поле спустя пять матчей 8 февраля, выйдя в стартовом составе в игре четвёртого раунда Кубка Англии с «Ковентри Сити». Заработав пенальти в самом начале матча, игрок спустя полчаса после стартового свистка получил рецидив травмы и был вынужден попросить замену. 26 февраля вернулся в игру, заменив на 91-й добавленной минуте матча против «Манчестер Юнайтед» Йенса Каюсте, но сразу после игры получил очередной рецидив и в начале марта был вынужден перенести операцию. Главный тренер «Ипсвича» Киран Маккенна отмечал, что если игрок сможет вернуться в этом сезоне, то лишь в последних матчах.

## Карьера в сборной
Помимо своей страны рождения Англии, Смодикс также имеет право представлять Республику Ирландию и Венгрию, поскольку его бабушка родилась в ирландском графстве Лонгфорд, а дедушка — в Венгрии. 28 мая 2021 года Смодикс получил свой первый вызов в сборную Ирландии на товарищеские матчи против сборных Андорры и Венгрии, после того как Каллум Робинсон и Эрон Коннолли выбыли из-за травм. 2 июня 2021 года он был исключён из состава после того, как у него обострилась проблема с плечом на тренировке перед матчем со сборной Андорры. В октябре 2023 года он был вызван на два матча отборочного турнира к Евро 2024 против сборных Греции и Гибралтара, но покинул состав по личным причинам.
В марте 2024 года главный тренер сборной Венгрии Марко Росси публично раскритиковал Смодикса за то, что тот якобы сообщил СМИ информацию о контактах Росси с игроком с целью убедить его представлять Венгрию в преддверии чемпионата Европы. Смодикс опроверг заявления Росси, заявив: «Их тренер вышел и сказал то, что он сказал обо мне. Я не совсем уверен, откуда это взялось, поскольку я никогда не разговаривал ни с кем из этой страны. Я полностью сосредоточен на игре за Ирландию. На самом деле это никогда не было решением, все пришло само собой, он сказал, что я использовал это как уловку, чтобы попасть в эту команду, но на самом деле все было совсем не так. Я никогда об этом не слышал, я ни с кем оттуда не разговаривал».
За сборную Ирландии дебютировал 23 марта 2024 года в товарищеском матче против сборной Бельгии на «Авиве», выйдя в стартовом составе.

## Стиль игры
Смодикс — в первую очередь атакующий полузащитник, завершающий атаки, может сыграть на острие атаки, а также на позиции второго нападающего и вингера. Среди его сильных сторон отмечается высокий футбольный интеллект, хороший пас, универсальность в атаке, умелый прессинг и голевое чутьё.

## Личная жизнь
Смодикс, как и вся его семья, является большим болельщиком «Колчестер Юнайтед». У Сэмми есть жена и двое детей. С февраля 2023 года — обладатель ирландского гражданства. Снимал видео на YouTube вместе с игровым блогером Stillryan. В 2021 году от редкой формы рака, саркомы Юинга, умер близкий друг игрока, полупрофессиональный футболист Спенсер Макколл (англ. Spencer McCall). Смодикс пытался помочь ему, используя свои аккаунты в социальных сетях, чтобы собрать деньги на жизненно необходимое лечение; в этом ему помогал Доминик Болл, который тоже был другом Спенсера.

## Достижения

### Клубные

#### «Колчестер Юнайтед» (до 18)
- Победитель конференции Юго-Восток Футбольной лиги: 2013/14
- Обладатель Кубка Футбольной лиги: 2013/14

### Личные
- Член команды года по версии ПФА: 2023/24
- Член команды года Чемпионшипа: 2023/24
- Игрок года в «Блэкберн Роверс»: 2023/24
- Игрок месяца Чемпионшипа: ноябрь 2023
- Молодой игрок года в «Колчестер Юнайтед»: 2015

## Статистика

### Клубная
| Выступление                | Выступление      | Выступление       | Чемпионат | Чемпионат | Кубки | Кубки | Прочие | Прочие | Итого | Итого |
| Клуб                       | Лига             | Сезон             | Игры      | Голы      | Игры  | Голы  | Игры   | Голы   | Игры  | Голы  |
| -------------------------- | ---------------- | ----------------- | --------- | --------- | ----- | ----- | ------ | ------ | ----- | ----- |
| Колчестер Юнайтед          | 2013/14          | Лига 1            | 7         | 0         | 1     | 0     | 0      | 0      | 8     | 0     |
| Колчестер Юнайтед          | 2014/15          | Лига 1            | 31        | 4         | 3     | 1     | 1      | 0      | 35    | 5     |
| Колчестер Юнайтед          | 2015/16          | Лига 1            | 5         | 0         | 2     | 0     | 1      | 0      | 8     | 0     |
| Колчестер Юнайтед          | 2016/17          | Лига 2            | 19        | 5         | 2     | 0     | 2      | 0      | 23    | 5     |
| Колчестер Юнайтед          | 2017/18          | Лига 2            | 37        | 12        | 1     | 0     | 2      | 1      | 40    | 13    |
| Колчестер Юнайтед          | 2018/19          | Лига 2            | 44        | 14        | 2     | 1     | 3      | 0      | 49    | 15    |
| Колчестер Юнайтед          | Итого            | Итого             | 142       | 35        | 11    | 2     | 9      | 1      | 163   | 38    |
| Брейнтри Таун (аренда)     | 2015/16          | Национальная лига | 3         | 2         | 0     | 0     | 0      | 0      | 3     | 2     |
| Бристоль Сити              | 2019/20          | Чемпионшип        | 3         | 0         | 1     | 0     | —      | —      | 4     | 0     |
| Питерборо Юнайтед (аренда) | 2019/20          | Лига 1            | 10        | 4         | 0     | 0     | 0      | 0      | 10    | 4     |
| Питерборо Юнайтед          | 2020/21          | Лига 1            | 42        | 15        | 1     | 0     | 3      | 1      | 46    | 16    |
| Питерборо Юнайтед          | 2021/22          | Чемпионшип        | 36        | 6         | 3     | 1     | —      | —      | 39    | 7     |
| Питерборо Юнайтед          | 2022/23          | Лига 1            | 1         | 0         | 0     | 0     | 0      | 0      | 1     | 0     |
| Питерборо Юнайтед          | Итого            | Итого             | 89        | 25        | 4     | 1     | 3      | 1      | 96    | 27    |
| Блэкберн Роверс            | 2022/23          | Чемпионшип        | 34        | 5         | 7     | 2     | —      | —      | 41    | 7     |
| Блэкберн Роверс            | 2023/24          | Чемпионшип        | 44        | 27        | 4     | 6     | —      | —      | 48    | 33    |
| Блэкберн Роверс            | 2024/25          | Чемпионшип        | 1         | 1         | 1     | 2     | —      | —      | 2     | 3     |
| Блэкберн Роверс            | Итого            | Итого             | 79        | 33        | 12    | 10    | —      | —      | 91    | 43    |
| Ипсвич Таун                | 2024/25          | Премьер-лига      | 20        | 4         | 1     | 0     | —      | —      | 21    | 4     |
| Ипсвич Таун                | Итого            | Итого             | 20        | 4         | 1     | 0     | —      | —      | 21    | 4     |
| Всего за карьеру           | Всего за карьеру | Всего за карьеру  | 330       | 97        | 28    | 13    | 12     | 2      | 371   | 112   |

### В сборной
| Матчи Смодикса за сборную Ирландии | Матчи Смодикса за сборную Ирландии | Матчи Смодикса за сборную Ирландии | Матчи Смодикса за сборную Ирландии | Матчи Смодикса за сборную Ирландии | Матчи Смодикса за сборную Ирландии |
| ---------------------------------- | ---------------------------------- | ---------------------------------- | ---------------------------------- | ---------------------------------- | ---------------------------------- |
| №                                  | Дата                               | Соперник                           | Счёт                               | Голы Смодикса                      | Соревнование                       |
| 1                                  | 23 марта 2024                      | Бельгия                            | 0:0                                | —                                  | Товарищеский матч                  |
| 2                                  | 26 марта 2024                      | Швейцария                          | 0:1                                | —                                  | Товарищеский матч                  |
| 3                                  | 4 июня 2024                        | Венгрия                            | 2:1                                | —                                  | Товарищеский матч                  |
| 4                                  | 11 июня 2024                       | Португалия                         | 0:3                                | —                                  | Товарищеский матч                  |
| 5                                  | 7 сентября 2024                    | Англия                             | 0:2                                | —                                  | Лига наций УЕФА 2024/2025. Лига B  |
| 6                                  | 10 сентября 2024                   | Греция                             | 0:2                                | —                                  | Лига наций УЕФА 2024/2025. Лига B  |
| 7                                  | 10 октября 2024                    | Финляндия                          | 2:1                                | —                                  | Лига наций УЕФА 2024/2025. Лига B  |
| 8                                  | 13 октября 2024                    | Греция                             | 0:2                                | —                                  | Лига наций УЕФА 2024/2025. Лига B  |
| 9                                  | 14 ноября 2024                     | Финляндия                          | 1:0                                | —                                  | Лига наций УЕФА 2024/2025. Лига B  |
| 10                                 | 17 ноября 2024                     | Англия                             | 0:5                                | —                                  | Лига наций УЕФА 2024/2025. Лига B  |

Итого: 10 матча / 0 голов; 3 побед, 1 ничья, 6 поражение.

## Комментарии
1. ↑  Кубок Англии, Кубок АФЛ
2. ↑  Трофей АФЛ